# 住友友純

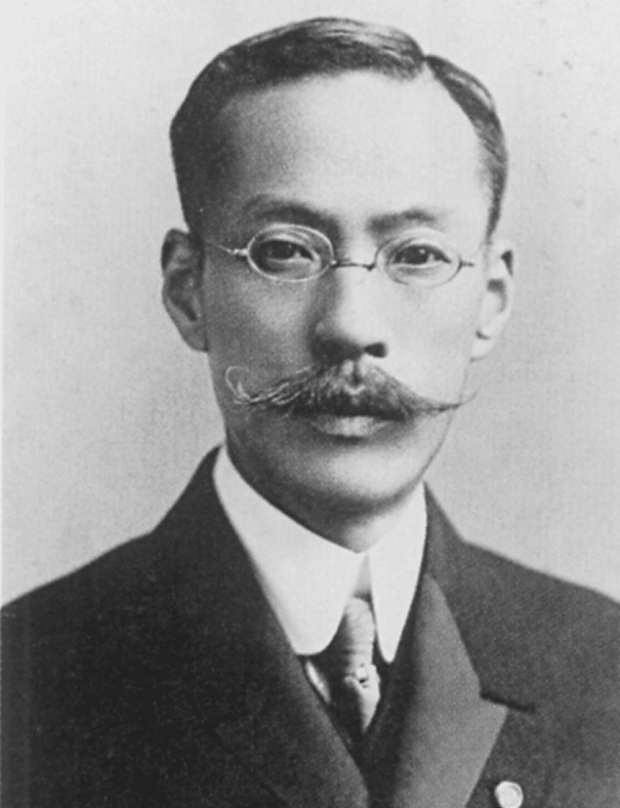
住友友純

住友 友純（すみとも ともいと、旧字体：住󠄁友 友純、元治元年12月21日（1865年1月18日） - 大正15年（1926年）3月2日）は、住友家15代当主。茶人、風流人としても有名で、号を春翠と称す。男爵であり、東山天皇の男系7世子孫である。

## 生い立ち
東山天皇の6世子孫である従一位右大臣徳大寺公純の第6子として生まれた。母は千世浦斐子（末弘氏）で、幼名を隆麿と称した。兄に従二位権中納言徳大寺実則、正三位右中将西園寺公望、従四位中院通規、母方の末弘家を継いだ末弘威麿らあり。洛北田中村徳大寺家別業清風館で誕生した。
1868年（慶応4年）9月8日、明治と改元、江戸城を東京城と改め、天皇御東行、議定、行政、神祗など七官の制が布かれ、徳大寺実則は三条実美、岩倉具視とともに議定に任じ東京に移る。1869年（明治2年）7月議定の職が無くなり、三条実美は右大臣、実則は岩倉具視とともに議定より大納言に転じた。友純の次兄西園寺公望は一時越後府の知事となったが辞し、長崎に遊学、1871年（明治4年）正月に政府のフランス留学生として外遊した。友純の父公純は東京奠都にも反対で、清風館に幽閉され、茶事に遊ぶ。実則が家督をつぐことになった。友純は父の膝下にあって、父より日本書紀を学び、詩経、書経をよみ、国語、小学、貞観政要をよむ。
1883年（明治16年）11月、友純20歳の時、父公純が没する。1884年（明治17年）に東京神田錦町の徳大寺邸に移り、学習院に入学した。1885年（明治18年）西園寺公望は特命全権公使としてオーストリアおよびドイツに駐在。友純は1885年（明治18年）に学習院中学科生となり、1887年（明治20年）には法律選科に入って五年級まで進んだ。

## 住友への入家
住友家では、1890年（明治23年）5月、別子銅山200年の祝賀式を新居浜で、次いで6月、祭典を別子山であげ、10月には大阪で祝賀会を開いたが、そのあと11月23日、住友家12代吉左衛門友親（48歳）が死去し、ついで同月30日、13代吉左衛門友忠（19歳）が没する。とりあえず12月には住友友親の母登久が14世を継ぐことになる。明治維新の混乱期を切り抜け、再建に努力してきた住友総理事広瀬宰平は、その甥で補佐の地位にあった伊庭貞剛と協力し、その後継者の選定にあたる。そして徳大寺家の一子友純に着目し、それを迎えることにする。内大臣秘書官日高秩父が侍従長 徳大寺実則の右筆の職にあり、この日高が最初この縁談を見つけ、ついで宮内省の侍医 岩佐純が宮内卿であり侍従長であった徳大寺実則と親しく、媒酌に立つことになる。伊庭貞剛は、友純の人物を調査し、三宅坂山王神社付近の旗亭に、徳大寺実則、西園寺公望、中院通規の三兄と友純を招いて、住友家の内情を詳しく説明し入家を請うた。かくて1892年（明治25年）4月18日、友純（29歳）は、長女満寿（19歳）の婿として住友登久の養嗣子となった。この直前に友純は学習院法律選科を5年生で退学している。以来大阪鰻谷（現大阪市中央区東心斎橋）の住友本邸に住むことになる。

## 第15代住友吉左衛門を襲名
1893年（明治26年）4月、住友15世をつぎ、隆麿を改め、住友吉左衛門友純と称した。のちに春翠と号した。1893年（明治26年）4月28日相続の式をあげ、以来家業を継承して、別子銅山の鉱業を経営し、神戸市に銅貿易をなし、また再製茶及び樟脳製造業を行い、滋賀県坂田郡醒井村において生糸業を営む、広瀬宰平が総理人としてあり、実際の経営に当たるが、友純は別子銅山を巡視し、各社を視察し庄司炭坑を買収した。
しかし、友純入籍の後、困難な事態が発生する。別子銅山で技師金矢某の事件があり、1886年（明治19年）金矢と支配人広瀬坦は罰せられ、山根製錬所の監督大島供清も罰せられた。1892年（明治25年）2月、別子支配人広瀬坦は辞し、宰平の甥久保盛明がかわる。しかし大島供清は宰平を失脚させるため、郷里尾道に帰り、5万円の借用を願う。忠隈炭坑の買収に宰平の非行ありとし、供清は退身勧告をなし、宰平に拒絶され、ついに宰平の弾劾上申書を家長に提出する。伊庭貞剛は単身別子山に上り、人々を鎮めるべく支配人久保盛明にかわる。
さらに新居浜に煙害問題があり、宰平弾劾が重なる。友純は大島供清を須磨別邸に引見した。供清は宰平退身の上申書をもって友純の前に出たが友純の説論をうけている。住友家にとり総理事あるいは最高幹部の人事は重大であり、まして宰平は大黒柱的存在であった。しかし友純は西園寺公望の力を借りて宰平の辞表を受け取り、同時に大島をも罷免して、喧嘩両成敗の形をもって取り収める。あとは、宰平の甥伊庭貞剛につがすということで、おそらく宰平を納得させたものである。

## 銀行の開業
住友家では1895年（明治28年）には本店を富島町より中之島5丁目に移し、同所に住友銀行を開業し、神戸支店、川口、兵庫出張所をおいている。重任局という重役室は中之島営業場の奥の一隅にあり、卓を囲んだ重役の中に友純は硝子をへだてて営業場を見渡す位置に占めていた。銀行の業績は住友に対する社会の信用のもっとも直接の顕現になる。また銀行は地元を本拠とする新規の業であったので、友純の関心は銀行に特に深かった。銀行の支店長会議も鰻谷の洋館で開かれるのが常例であった。友純は大阪の実業界の地位を高めるため率先して努力していた。
1896年（明治29年）には家法の改正をなし、1897年（明治30年）には理事伊庭貞剛を総理事心得とした。1900年（明治33年）総理事となる。従来の家長、総理人、支配人、副支配人、理事で構成していた重任局も廃した。総理人を総理事としたのである。

## 欧米漫遊
1897年（明治30年）4月、友純は欧米漫遊の途につく。サンフランシスコ、シカゴ、ニューヨークより5月パリにつき、ロンドンに向かい、欧州諸国をめぐって10月3日マルセイユ出帆。パリでは西園寺公望の病気を見舞っている。各地で美術館、博物館を見、欧米の富豪が公共施設に力をつくし、慈善事業に私財を出すのに感銘をうける。随行は松村豊吉、鈴木馬左也、吉田真一であり、218日間の旅であった。とくにシカゴ美術館で、この建物の保存にアメリカの富豪マーシャル・フィールドが100万ドルを寄付したことを知り、深く心に期すところがあり、自ら社会的使命の1つとして公共用の施設を建設したいとの希望をもつに至った。帰朝後は生活様式も洋風にし、社交術も身につけ、また住友の有能な職員を外国に学ばせることにしたのも友純の意向を反映している。
京都法政学校（後の立命館大学）や大阪府立図書館設立時の寄付など社会事業にも関心が高く、関西における近代数寄者のひとりであり、中国古銅器類の世界的収集家としても知られた。泉屋博古館のコレクションの多くを友純が蒐集した。建築や庭園にも造詣が深く、先祖から引き継いだものも含め15の邸宅を所有した。
明治36年（1903）に建てられた須磨別邸は、欧州視察後、英国流の国際的社交の場・子女教育の場が必要と痛感した友純が、 野口孫市に指示し建築させたもの。戦後、別邸跡は神戸市に寄贈され、現在須磨海浜公園となっている。

## 画壇への支援
友住は洋画界にも多大の貢献を果たした。黒田清輝の支援者として、京都で開催された第４回内国勧業博覧会（1895年）に出品された黒田滞欧時の代表作《朝妝》は、博覧会が閉幕するや否や300円で引き取り、黒田の京都滞在時に制作を依頼した《昔語り》も、須磨別邸の２階寝室に飾っていたが、両作品とも神戸大空襲で焼失してしまった。友住は、黒田清輝のみならず、京都の鹿子木孟郎が渡欧する際の費用を支給したほか、海外での作品の購入も任せていた。浅井忠が院長を務めた関西美術院に対しても、建設費などに1000円の援助を行った。

## 貴族院議員
1897年（明治30年）大阪府多額納税者として貴族院多額納税者議員に互選され、同年9月29日から1900年（明治33年）8月17日まで在任した。

## 友純の晩年
- 1905年（明治38年）から別子、四阪島を巡察した。
- 1906年（明治39年）1月、実兄の西園寺公望は内閣総理大臣となる。同年4月、勲二等瑞宝章受章。東京麻布区鳥居坂に別邸を設ける。
- 1907年（明治40年）5月、別子銅山巡察。
- 1908年（明治41年）11月、本店及び銀行本店を大阪市東区北浜の新館に移し、1909年（明治42年）1月、住友本店を住友総本店とした。
- 1911年（明治44年）6月には伸銅場中之島分工場を廃し、安治川本工場に合併する。8月25日、男爵を授けられる[10]。8月、住友電線製造業を分離し、住友電線製造所を設ける。
- 1912年（明治45年）2月、銀行の組織を1500万円の株式会社にする。同年5月、別子銅山、四阪島を巡視。同年（大正元年）12月、大阪商工会顧問。
- 1913年（大正2年）肥料製造所を愛媛県新居浜町に設ける。
- 1914年（大正3年）1月、広瀬宰平没（87歳）。
- 1915年（大正4年）、住友私立職工養成所を設立し、友純はその理事となる。
- 1916年（大正5年）7月、分家住友忠輝、住吉村に移居。10月、住友寛一相続人廃除。分家届出。
- 同年11月上海に住友洋行をおき、住友製品の販売を開始し、1917年（大正6年）7月には天津にもおく。また、銀行資本金を3000万円に増額し、株式の一部を公開した。
- 1918年（大正7年）12月、東北大学鉄鋼研究所創立費ならびに事業費寄付を願出した。1919年（大正8年）2月、理化学研究所監事及び評議員に委嘱される。
- 1919年（大正8年）、岸本製鉄所を買収し住友伸銅所尼崎工場とした。12月、大阪北港株式会社を創立する。
- 1920年（大正9年）には住友鋳鋼所を株式会社住友製鋼所とした。
- 1921年（大正10年）2月には住友合資会社（資本金1億5000万円）を設立し、総本店の事業を継承して、その社長となった。同年5月には私立大阪住友病院を設立する。
- 1922年（大正11年）には府立大阪図書館を増築完成し、大阪府に寄贈した。
- 1923年（大正12年）8月、株式会社住友ビルディング設立。同月倉庫を資本金1500万円の株式会社に組織変更する。
- 1925年（大正14年）、本邸を兵庫県武庫郡住吉村に移す。同年6月、肥料製造所を資本金300万円の株式会社にする。同年7月、資本金2000万円の住友信託株式会社を設立する。同年10月、総理事中田錦吉退職。理事湯川寛吉が総理事となる。同年11月から友純病にふす。
- 1926年（大正15年）3月2日逝去。享年63。3月9日、住友友成が吉左衛門を襲名し、5月1日、吉左衛門が襲爵。

## 系譜
- 東山天皇の男系7世子孫である。東山天皇の孫（閑院宮直仁親王の子）で鷹司家を継いだ鷹司輔平の男系後裔。詳細は皇別摂家#系図も参照のこと。
- 父の徳大寺公純は、鷹司輔煕の子として生まれ、徳大寺実堅の養子となり、徳大寺家を継承した。
- 養妹の楢光は三井家の三井高泰妻[11]。

- 長女[12]：孝(1893-1985、1913年分家[13])
- 長男：住友寛一(1896-1956、1916年分家[13])
  - 孫：務(1918年3月2日生[14]、住友ビジネスコンサルティング会長[15])
    - 同妻:貞子(1919年1月14日生・高野省三長女[15])
      - 曾孫：進(1942年6月21日生[14][15])
        - 同妻:瑤子(1946年3月7日生、岩瀬徳郎二女[15])

      - 曾孫：大塚修(1944年2月11日生、大塚家の養子となり故大塚常次郎の孫のり子(1948年11月1日生)と結婚[14]、ロティニー勤務[15])
      - 曾孫:澄子(1948年1月19日生・聖心女子大学卒[15])

  - 孫：勝(1920年生[12])
  - 孫：望(1922年生[12])
  - 孫：融(1932年生[12])
  - 孫：譲(1932年生)
    - 曾孫：寛(1957年生)

  - 孫：保
- 三男[16]：住友友成
  -     - 妻:春子(1913年1月8日生、西園寺公一妹[15]）
    - 長女:邦子(1935年3月21日生東京大学理学部教授佐佐木行美に嫁ぐ[15]）
    - 二女:博子(1938年7月20日生三井不動産の安西直之に嫁ぐ[15]）
- 四男:住友元夫(1937年分家[13])
  - 孫：芳夫(17代目吉右衛門)(1943/9/3-[13]、先代吉右衛門養子[15])
    - 同妻:武子(1952年2月14日生・松平永芳二女[15])
      - 曾孫：隆道(1976/2/9-[13])
      - 曾孫：容子(1977/1/26-[13])

    - 孫：信夫(1945年生[17])
      - 曾孫：威夫(1974年生[17])
      - 曾孫：律夫(1976年生[18])